# Ligne 131 (Infrabel)
La ligne 131 est une ligne de chemin de fer belge, désormais déferrée, qui reliait Gilly (Y Noir-Dieu) à Bois-de-Nivelles, desservant les nœuds ferroviaires de Gilly, du Vieux-Campinaire et de Fleurus. Se détachant de la ligne venant de Bruxelles en amont de Luttre et Marchienne, elle constituait également un contournement de Charleroi, délaissé dès le milieu du XXe siècle.

## Historique

### Genèse
En 1866, la Compagnie des bassins houillers du Hainaut, composante de la Société générale d'exploitation de chemins de fer (SGE), obtient en concession la ligne de ceinture de Charleroi et plusieurs lignes ferroviaires raccordées. La section de Y Noir-Dieu à Y Nord-de-Gilly fait partie de ce chemin de fer de ceinture. À ce moment, il n'est pas encore prévu de créer une ligne directe en direction de Nivelles — la ligne directe de Bruxelles à Luttre via Nivelles (raccourcissant le trajet vers Charleroi) n'existe pas encore non plus — et les embranchements vers Lambusart et Fleurus ne sont pas cités par l'arrêté de concession.
La situation évolue rapidement. En 1871, alors que l’État belge négocie le rachat d'une grande partie de la SGE, il est décidé qu'en plus des lignes concédées non-encore construites, une série de lignes supplémentaires seraient réalisées par les Bassins houillers pour le compte de l’État. Parmi celles-ci figure « un chemin de fer de Fleurus à Nivelles par Frasnes-lez-Gosselies ». La section de Fleurus à Y Nord-de-Gilly doit faire partie des embranchements de la ligne de ceinture.

### Mise en service
La section de Gilly (Y Noir-Dieu) à Y Lambusart-Nord (embranchement avec la ligne Tamines-Fleurus) est ouverte en premier le 19 novembre 1874.
La ligne Bruxelles - Nivelles - Luttre entre en service sur toute sa longueur en juin 1874 ; la construction de la section Fleurus - Nivelles peut alors débuter.
Le 20 septembre 1876, la section de Y Bois-de-Nivelles à Wagnelée-Saint-Amand (ancien nom de la gare de Chassart) est livrée à l'exploitation. Elle est prolongée vers Fleurus le 14 décembre de la même année.
La ligne accueille à l'origine un trafic local de marchandises et de voyageurs ainsi que des trains de fret desservant les hauteurs de Charleroi ou contournant la ville. En 1909-1910, la section de Rèves à Y Bois-de-Nivelles est mise à double voie afin de faire circuler des trains de minerai venant des mines de Lorraine.
La section de Y du Marquis (le Vieux-Campinaire) à Fleurus (considérée sur l'essentiel de son trajet comme sections des lignes 121 et 147) est également à deux voies.

## Patrimoine ferroviaire
L'essentiel de la ligne 131 est abandonné sous la végétation, détruit ou comblé.
Les bâtiments de gare de Frasnes-lez-Gosselies et Rèves, remontant à l'origine de la ligne, celui de la gare de Commune ainsi que certaines maisons de garde-barrière ont échappé à la démolition en devenant des habitations privées.